# Toroczkai László
Toroczkai László (Seged, 10. ožujka 1978.) – mađarski političar, predsjednik stranke, saborski zastupnik, osnivač i vođa pokreta Mi Hazánk. Od studenog 2022. član je Parlamentarne skupštine Vijeća Europe i njezina Odbora za migracije, izbjeglice i raseljene osobe, te potpredsjednik mađarske nacionalne skupine u Interparlamentarnoj uniji. Jedan je od osnivača radikalnih udruga Pokret mladih 64 županije (2001.) i Hunnia (2007.). Od 2013. do 2022. obnašao je dužnost gradonačelnika Ásotthaloma, a od 2010. do 2022. bio je član županijske skupštine Čongrad-čanadske županije.
Osnivač je desničarskog pokreta Mi Hazánk.[nedostaje izvor]